# 茨城県道328号谷井田稲戸井停車場線

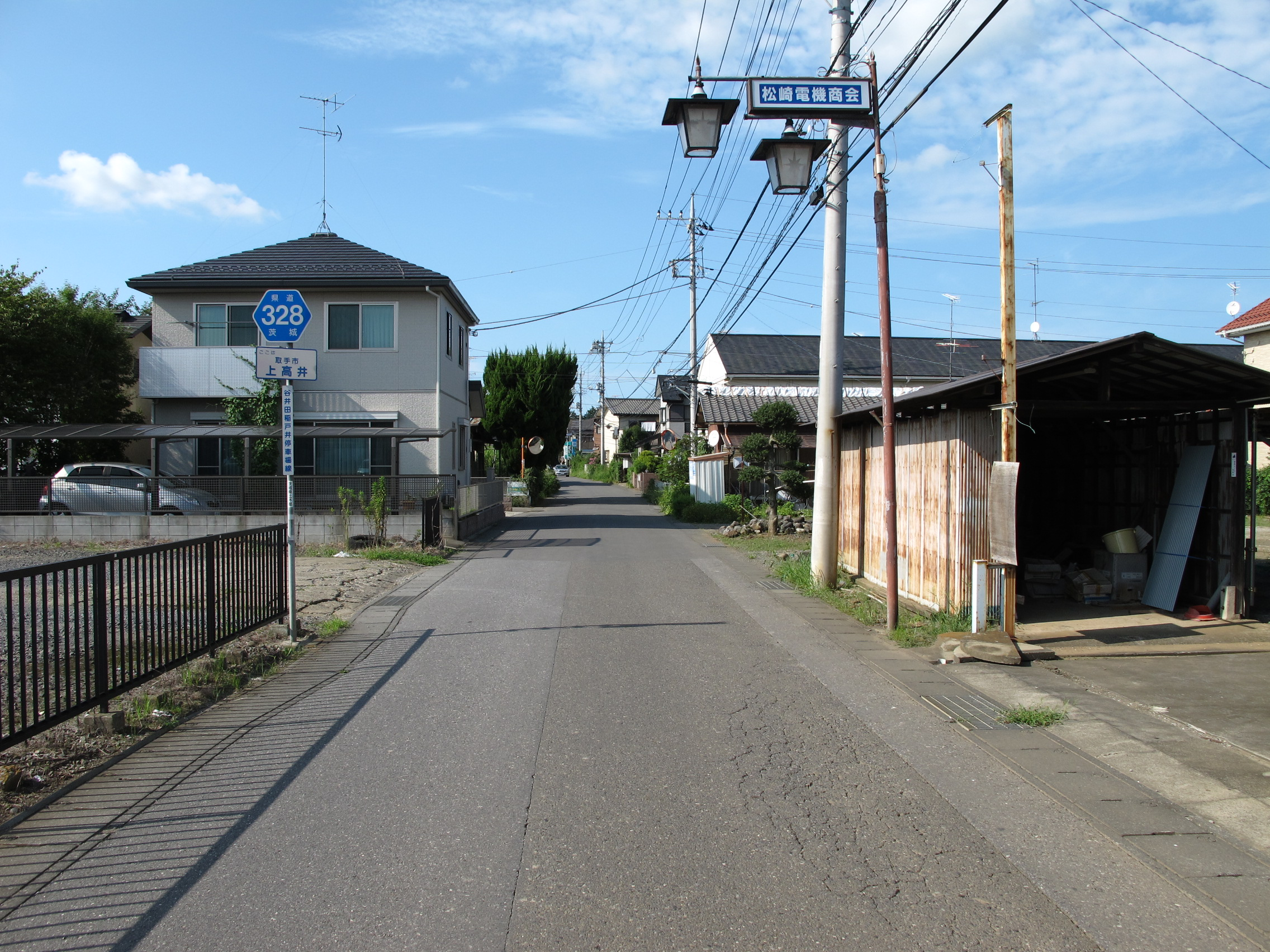
茨城県道328号谷井田稲戸井停車場線
取手市上高井（2011年8月）

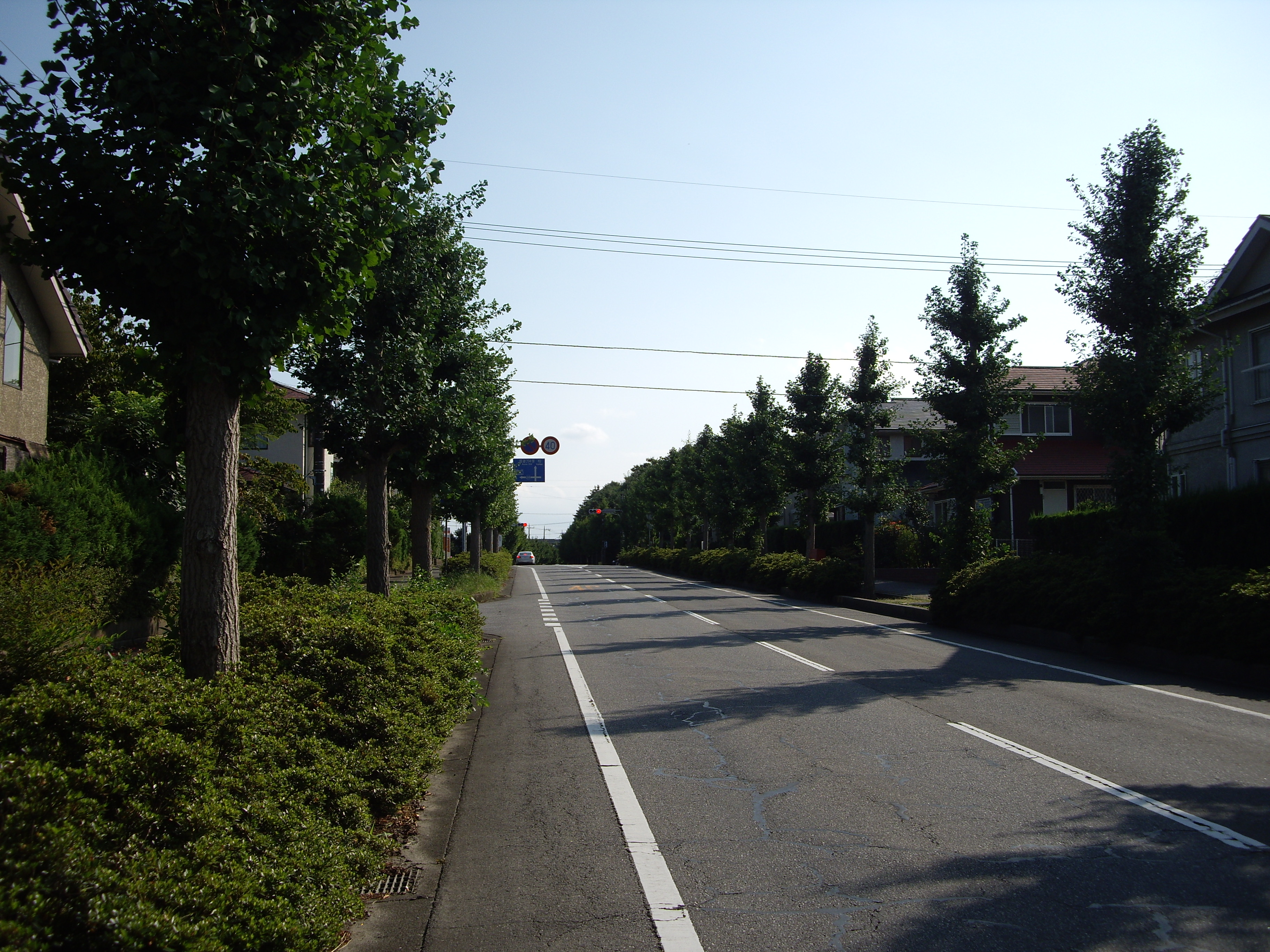
守谷市みずき野六・七丁目（いちょう通り）

茨城県道328号谷井田稲戸井停車場線（いばらきけんどう328ごう やいたいなといていしゃじょうせん）は、つくばみらい市谷井田より、茨城県取手市の関東鉄道常総線稲戸井駅までを結ぶ県道である。

## 概要
つくばみらい市谷井田より小貝川を越え、守谷市のニュータウン｢パークシティ守谷｣内を経由し、取手市の関東鉄道常総線稲戸井駅までを結ぶ道路である。つくばみらい市内は田園地帯、守谷市内は並木道の整備された住宅街、取手市内は農村部を経て旧稲戸井村の市街地に至る。

### 路線データ
- 起点：つくばみらい市谷井田（茨城県道19号取手つくば線・茨城県道130号常総取手線交点）
- 終点：取手市米ノ井（稲戸井駅）[1]
- 総延長：7.690 km[2]
- 重用延長：0.071 km[2]
- 未供用延長：なし[2]
- 実延長：7.619 km[2]
- 自動車交通不能区間延長[注釈 1]：なし[2]

## 歴史
1959年（昭和34年）10月14日、新たな県道として筑波郡伊奈村大字谷井田を起点とし、北相馬郡取手町大字米ノ井の稲戸井停車場を終点とする区間を本路線とする県道谷井田稲戸井停車場線として茨城県が県道路線認定した。
1995年（平成7年）に整理番号328となり現在に至る。

### 年表
- 1959年（昭和34年）10月14日
  - 路線認定（図面対照番号224）[3]。
  - 道路の区域は、筑波郡伊奈村大字谷井田の県道高岡藤代線分岐から北相馬郡取手町大字米ノ井の稲戸井停車場までと決定された[1]。
- 1968年（昭和43年）8月15日：筑波郡伊奈村大字谷井田 - 同村大字狸淵（2.157 km）の道路改良バイパスを供用開始[4]。
- 1987年（昭和62年）6月18日：筑波郡伊奈町大字谷井田 - 大字弥柳 - 大字山谷の区間（1.56 km）を道路改良2車線化し供用開始[5]。
- 1989年（平成元年）1月12日：小貝川に架かる稲豊橋が架け替えられ供用開始[6]。
- 1991年（平成3年）6月17日：取手市大字市之代 - みずき野 - 大字上高井の新道ルートの道路区域が決定する[7]。
- 1993年（平成5年）2月12日：取手市市之代 - 北相馬郡守谷町守谷薬師堂下甲の新道が開通する[8]。
- 1994年（平成6年）3月10日：取手市大字市之代 - 大字貝塚 - 大字上高井の旧道（1.50 km）が指定解除により市道に降格する[9]。
- 1995年（平成7年）3月30日：整理番号280から現在の番号（整理番号328）に変更される[10]。

## 路線状況
道路法の規定に基づき、つくばみらい市谷井田（一般県道常総取手線交差） - 守谷市みずき野（みずき野十字路交差点）間は、緊急輸送道路として機能を維持するため、災害発生時の被害拡大防止を目的に道路用地内に電柱を建てることが制限されている。

### 通称
- いちょう通り
当道路の｢みずき野交差点｣までと、直通する都市計画道路郷州戸頭線の｢乙子交差点｣までの区間を併せて、みずき野地内では｢いちょう通り｣となっている。みずき野地区の南北を結ぶ通りであり、その名の通り銀杏並木が続く。詳細は｢都市計画道路郷州戸頭線｣も参照。
- けやき通り
当道路の｢みずき野交差点｣から東、守谷・市境までのみずき野地内では｢けやき通り｣となっている。みずき野地区の東西を結ぶ通りであり、その名の通りけやき並木が続く。詳細は｢都市計画道路郷州沼崎線｣も参照。

### 道路施設
- 稲豊橋（小貝川、つくばみらい市狸渕 - 取手市市之代）
- 市之代橋（〈小貝川支流〉、取手市市之代 - 守谷市本町）

## 地理

### 通過する自治体
- 茨城県
  - つくばみらい市 - 取手市

### 交差する道路
- 茨城県道251号守谷藤代線
- 都市計画道路郷州戸頭線（直通）
- 都市計画道路郷州沼崎線（重複）

### 沿線の主な施設
- さくらの杜公園
- 関東鉄道常総線 稲戸井駅